# Journal of Materials Chemistry A
Il Journal of Materials Chemistry A è una rivista scientifica settimanale sottoposta a revisione paritaria, che tratta la sintesi, le proprietà e le applicazioni di nuovi materiali legati all'energia e alla sostenibilità. È una delle tre riviste create dopo la scissione del Journal of Materials Chemistry alla fine del 2012.
Il primo numero è stato pubblicato nel gennaio 2013. La rivista è pubblicata dalla Royal Society of Chemistry e ha due riviste gemelle, il Journal of Materials Chemistry B e il Journal of Materials Chemistry C, che trattano diversi argomenti di scienza dei materiali.
Il caporedattore della famiglia di riviste Journal of Materials Chemistry è attualmente Nazario Martin. Il vice caporedattore del Journal of Materials Chemistry A è Anders Hagfeldt, mentre la redattrice esecutiva è Michaela Mühlberg.

## Indicizzazione
Gli abstract e gli articoli della rivista sono indicizzati da: Science Citation Index Expanded, Current Contents/Physical, Chemical & Earth Sciences, e Current Contents/Engineering, Computing & Technology.